# Діскаверер-4
«Діскаверер-4» (англ. Discoverer 4 — відкривач), інші назви KH-1 1, KH-1 9001, CORONA 9001 — американський прототип розвідувального супутника серії KH-1 (англ. Key Hole — замкова шпарина), що запускались за програмою «Корона». Космічний апарат мав фотокамеру з низькою роздільною здатністю. Невдала спроба запуску.

## Опис
Апарат у формі циліндра було змонтовано у верхній частині ступеня «Аджена-А», тому бувають розбіжності в масі і розмірах — іноді супутником вважають увесь ступінь. Довжина «Аджени-А» разом із супутником становила 5,85 м, діаметр 1,5 м. Загальна маса ступеня з супутником після відокремлення другого ступеня разом з паливом становила приблизно 3800 кг. Без палива апарат важив 743 кг, з них 111 кг — маса приладів і 88 кг маса спускної капсули. Апарат мав фотокамеру з низькою роздільною здатністю. Живлення забезпечували нікель-кадмієві акумулятори. Орієнтація апарата мала здійснюватись газовими двигунами на азоті.
Капсула діаметром 84 см довжиною 69 см мала відсік для відзнятої фотоплівки, парашут, радіомаяк, твердопаливний гальмівний двигун. Капсулу мав упіймати спеціально обладнаний літак під час спуску на парашуті, у випадку невдачі капсула могла недовго плавати на поверхні океану, після чого тонула, щоб уникнути потрапляння секретного вмісту до ворожих рук.

## Запуск
25 червня 1959 року о 22:47 UTC ракетою-носієм «Тор-Аджена-А» з бази Ванденберг було запущено «Діскаверер-4». Після вмикання двигуна другого ступеня почалось незаплановане обертання «Аджени», що відштовхнуло паливо від вихідних трубопроводів і двигун вимкнувся достроково. Апарат не досяг швидкості, необхідної для виходу на орбіту, і впав у південні води Тихого океану.